# Geoplana bimbergi
Geoplana bimbergi is een platworm (Platyhelminthes). De worm is tweeslachtig. De soort leeft in of nabij zoet water.
Het geslacht Geoplana, waarin de platworm wordt geplaatst, wordt tot de familie Geoplanidae gerekend. De wetenschappelijke naam van de soort werd voor het eerst geldig gepubliceerd in 1914 door de Zwitserse parasitoloog Otto Fuhrmann. Het is een van de nieuwe soorten die hij verzamelde op zijn expeditie samen met Eugène Mayor naar Colombia in 1910. De soort is genoemd naar Karl Bimberg, de Duitse consul in Medellín, op wiens koffieplantage Cafetal La Camelia ze twaalf exemplaren van de soort vonden.
Het levende dier is tot 70 mm lang en 7 tot 9 mm breed. Het is op de kop na zwart gekleurd met een min of meer brede witte rand.